# (8976) Leucura
(8976) Leucura ist ein im äußeren Hauptgürtel gelegener Asteroid, der am 29. September 1973 von dem niederländischen Astronomenehepaar Cornelis Johannes van Houten und Ingrid van Houten-Groeneveld entdeckt wurde. Die Entdeckung geschah im Rahmen der 2. Trojaner-Durchmusterung, bei der von Tom Gehrels mit dem 120-cm-Oschin-Schmidt-Teleskop des Palomar-Observatoriums aufgenommene Feldplatten an der Universität Leiden durchmustert wurden, 13 Jahre nach Beginn des Palomar-Leiden-Surveys.
Der mittlere Durchmesser des Asteroiden wurde mithilfe des Wide-Field Infrared Survey Explorers (WISE) mit 12,702 (±0,298) km berechnet. Die berechnete Albedo von 0,063 (±0,011) weist auf eine dunkle Oberfläche hin. Lichtkurven von (8976) Leucura wurden 2009, 2014 und 2020 aufgenommen und ergaben eine Rotationsperiode von 5,54 Stunden.
Der Asteroid gehört zur Themis-Familie, einer Gruppe von Asteroiden, die nach (24) Themis benannt wurde. Die zeitlosen (nichtoskulierenden) Bahnelemente von (8976) Leucura sind fast identisch mit denjenigen von zehn kleineren Asteroiden, zum Beispiel (119817) 2002 AY170, (141226) 2001 XJ230 und (204169) 2004 BV32.
(8976) Leucura ist nach dem Trauersteinschmätzer benannt, dessen wissenschaftlicher Name Oenanthe leucura lautet. Die Benennung erfolgte am 2. Februar 1999. Zum Zeitpunkt der Benennung war der Bestand des Trauersteinschmätzers in Europa gefährdet.